# トライアンフ・TR4A
トライアンフ TR4A（Triumph TR4A）は、1965年から1967年までトライアンフ・モーター・カンパニーがコベントリー工場で製造したスポーツカー。TR4Aはジョヴァンニ・ミケロッティがデザインしたTR4のホチキスドライブを独立懸架のリアサスペンションに置き換えて進化させ、車体後部に「IRS」のバッジを付けて表示している。

## TR4からの変更点

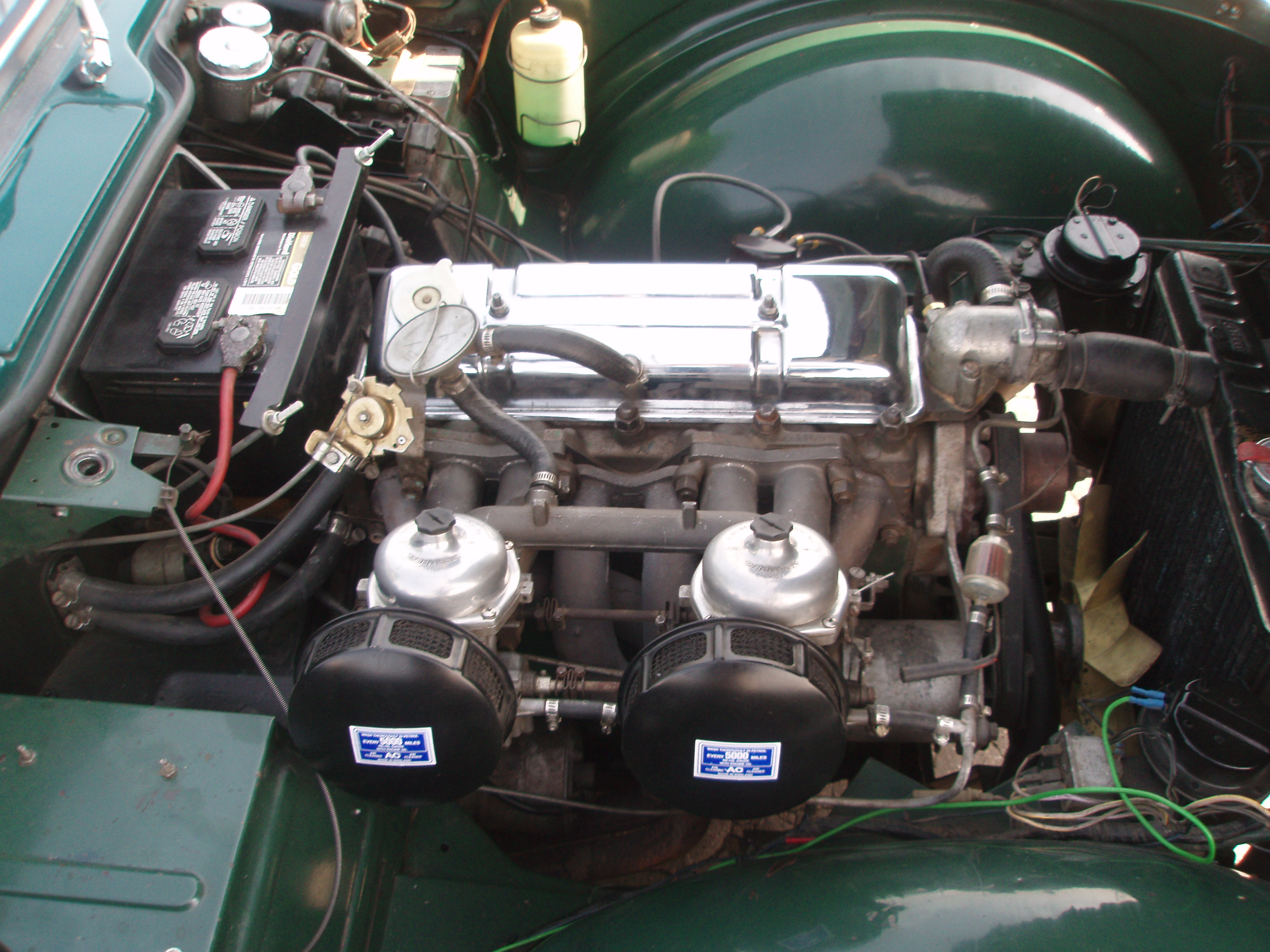
TR4Aのエンジン

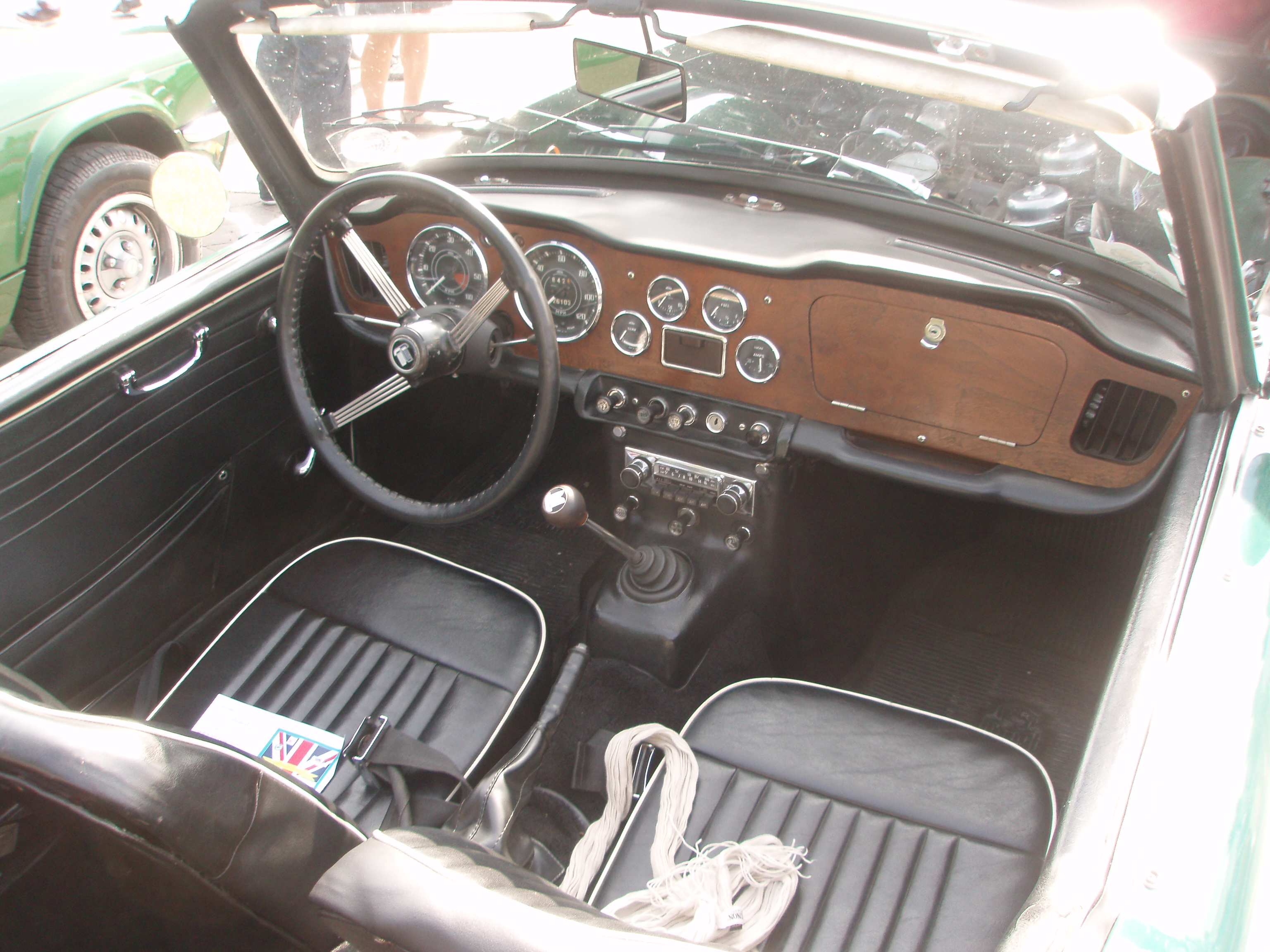
TR4Aの車内

TR4Aのリアサスペンションはコイルばねとレバーアーム式ダンパーを備えたセミトレーリングアームとなっている。これは、ヘラルドやスピットファイアで使用されているスイングアクスルシステムよりも、トライアンフ 2000のシステムに近いものとなってる。シャシーは新型のサスペンションに対応するために再設計され、サイドメンバーとクロスブレースに大幅な変更が加えられた。この再設計によって、評論家たちは乗り心地が改善したと評価したが、ハンドリングが改善されていないと感じるものもいた。
このシャシーの更新の結果、全長と全高に変化はなかったものに全幅はTR4に比べておよそ22 mm (0.87 in)広くなった。また、ホイールベースは3 mm (0.12 in)短くなった。前輪のトレッド幅に変化はなかったが、後輪のトレッド幅は独立懸架とすることで13 mm (0.51 in)拡大され、車重は50 kg (110 lb)重くなった。
2.5リットルの4気筒ないし6気筒エンジンの使用も考慮されたが、TR4AではTR4と同じロングストロークで高トルクのスタンダード・ウェットライナー直列4気筒エンジンが使用された。ボアｘストロークと排気量に変更はなかったが、シリンダーヘッドとマニフォールドの変更によって最大出力は4%増しの104 bhp (78 kW)へと増大し、トルクも10%増しの132 lb⋅ft (179 N⋅m)へと増大した。
全幅の拡大と車体後部のIRSバッジを別にすると、それ以外の外観上の変更にはフロントグリルの変更と新しいボンネットのバッジが含まれていた。
側面にはドアの後端付近から始まり、グリルの角にあった以前の位置から移動された統合型シグナル/マーカーライトが付いた車の前部で終わ新しいクロームトリムも付いていた。
残りの外観の変更は新しい小型のフロントバンパーと、ヘラルドのものを模したコンバーチブルトップだった。
車内に目を向けるとフライオフ・ハンドブレーキ（一般的なハンドブレーキレバーとは逆に、駐車時にボタンを押し込むとその位置で保持される）が助手席側から新調された左右のシート間のセンタートンネルに移され、シフトレバーが短くされ、TR4ではオプションだったクルミ材のフェイシアが全車に標準装備となった。
1965年にTR4A IRSのイギリスでの販売価格はおよそ968ポンド（当時のレートで約98万円）だった。スポークホイールへの変更は36ポンド（同36000円）、オーバードライブの追加は51ポンド（同51000円）、ヒーターが13ポンド（同13000円）、シートベルトは1席あたり4ポンド（同4000円）だった。

## サリートップ
TR4AではTR4に引き続き「サリートップ」ハードトップシステムがオプションとして用意された。この耐候性システムは、剛性のあるリアウィンドウ、取り外し可能な剛性のあるルーフパネル、および実際のサリートップである柔らかい布地製のパネルで構成されている。リアウィンドウは、乗客エリアの背面に半永久的に取り付けられている。ルーフパネルまたは柔らかいサリートップのいずれかが、フロントウィンドウフレーム上部とリアウィンドウの上部の間の隙間を埋める。これは、タルガトップ 車のシルエットを美的に予感させた。

## 非独立懸架
アメリカ合衆国販売代理店のバド・フォーマンとレス・ジェンサーからの要望にこたえて、トライアンフはTR4スタイルのライブアクするを備えたTR4Aのバリエーションを開発し、米国市場向けには独立懸架を追加オプションに設定した。再びリーフスプリングを取り付けるために、更新されたシャシーにスプリングブラケットが加えられた。ライブアクスル装備車は、TR4と同じく「CT」で始まる製造番号が与えられた。独立懸架タイプのTR4Aの製造番号は「CTC」から始まっていた。アメリカ合衆国での価格は2500ドル（90万円）を切っていた。

## モータースポーツ
SCCA（スポーツカー・クラブ・オブ・アメリカ）は1965年にTR4Aのホモロゲーションを拒否したが、アメリカでのトライアンフの競技部門マネージャーのカス・カストナーが改造した「スーパー・トラック」TR4Aはチャーリー・ゲイツのドライビングで1965年のデイトナで改造Dクラスのナショナルチャンピオンシップを獲得した。
ボブ・テュリウスのグループ44およびその他のチームは、1965年から1973年のシーズン中にTR4Aで成功を収め、優秀な成績を積み重ねた。
レースシーンでのTR4Aのハイライトは、1966年のセブリング12時間レースで3台のTR4A IRSモデルが出場クラスで1位から3位を獲得し、チーム優勝したことである。

## 後継車種
1968年にTR4Aはトライアンフの2.5リットル直6エンジンを搭載したニューモデルで置き換えられた。英国と、その他のほとんどの市場ではルーカス製燃料噴射装置を装備したTR5と呼ばれるモデルが販売された。アメリカ合衆国では価格圧力と、より厳しくなった排ガス規制から出力は劣るもののそれ以外は同一仕様の車両にゼニス・ストロンバーグキャブレターを装備したモデルがTR250として販売された。

## 現存車両
2011年第1四半期時点でイギリスの免許自動車ライセンス局には約789台のライセンス登録と153台の自動車税支払い中のTR4が登録されている。
2023年第1四半期にはライセンス登録1,028台と税金支払209台に増加している。

## 主要諸元
| トライアンフ TR4A                                                                                         | 詳細： |
| --- | --- |
| エンジン：                                                                                                | スタンダード・ウェットライナー直列4気筒エンジン |
| ボア×ストローク：                                                                                         | 86 mm × 92 mm (3.386 in × 3.622 in) |
| 排気量：                                                                                                  | 2,138 cc (130.5 cu in) |
| 最大出力：                                                                                                | 104 bhp (77.6 kW)（4,700 rpm） |
| 最大トルク：                                                                                              | 18.31 kg⋅m (179.6 N⋅m)（3,000 rpm） |
| 圧縮比：                                                                                                  | 9.0:1（オプションで7.0:1） |
| バルブ駆動：                                                                                              | シングルカム・イン・ブロック、プッシュロッド、ロッカーアーム、気筒あたり2オーバーヘッドバルブ |
| 吸気： | ストロンバーグ 175CD キャブレター 2基 or SU H6 キャブレター 2基 |
| 冷却： | 水冷 |
| トランスミッション：                                                                                      | 後退付き4速マニュアル（オーバードライブはオプション） |
| ステアリング：                                                                                            | アルフォード&アドラー ラック・アンド・ピニオン |
| ロック・トゥ・ロック：                                                                                    | 2.5 |
| 最小回転半径：                                                                                            | 10.1 m (33 ft) |
| ブレーキ 前/後：                                                                                          | ガーリング ディスク/ドラム |
| サスペンション 前：                                                                                       | ダブルウィッシュボーン、コイルスプリング、テレスコピックダンパー |
| サスペンション 後：                                                                                       | セミトレーリングアーム、コイルリーフスプリング、ピストン型ダンパー |
| ボディ/シャシー：                                                                                         | 鋼板ボディおよび鋼板ラダーフレーム |
| トレッド幅 前/後：                                                                                        | 1,245 / 1,232 mm (49 / 48.5 in)（スチールホイール） 1,264 / 1,251 mm (49.75 / 49.25 in)（スポークホイール） |
| ホイールベース：                                                                                          | 2,235 mm (88.0 in) |
| タイヤ 前/後：                                                                                            | 5.5/5.90x15 |
| 全長 全幅 全高：                                                                                          | 3,962 mm (156.0 in) 1,473 mm (58.0 in) 1,270 mm (50.0 in) |
| 車重： | 1,016 kg (2,240 lb) |
| 容量： 燃料： 冷却液： エンジンオイル： ギアオイル：                                                      | 53.0 l (11.7 imp gal; 14.0 US gal) 7.0 l (1.5 imp gal; 1.8 US gal) 6.2 l (1.4 imp gal; 1.6 US gal) 0.9 l (0.2 imp gal; 0.2 US gal)（オーバードライブなし） 2.0 l (0.4 imp gal; 0.5 US gal)（オーバードライブ付き） |
| トップギアでの加速： 48 - 80 km/h (30 - 50 mph): 64 - 97 km/h (40 - 60 mph): 97 - 129 km/h (60 - 80 mph): | 8秒 11秒 |
| 最高速：                                                                                                  | 175 km/h (109 mph) |

## 関連資料
- “Road Research Report: Triumph TR-4A”. Car and Driver:  39–45, 90. (May 1965).